# おけまる
おけまるはライトノベル作家。「HJネット小説大賞2019」に応募した『夢見る男子は現実主義者』が大賞を受賞し、HJ文庫から2020年6月に刊行され書籍化デビューした。

## 作品リスト
- 夢見る男子は現実主義者（HJ文庫）